# Porsche Engineering
Porsche Engineering (Porsche Engineering Group GmbH) è stata fondata nel 2001 come filiale interamente controllata di Porsche AG, con sede a Weissach, e trae le sue origini nel 1931, quando Porsche creò la sua prima filiale di ingegneria. Il gruppo Porsche Engineering è stato riorganizzato in Porsche Consulting (filiale di Porsche AG) e Porsche Engineering (filiale di Porsche SE).
Porsche Engineering ha offerto servizi di consulenza per vari altri produttori di automobili per molti anni tra cui Audi, Mercedes-Benz, Opel, Studebaker, Lada, SEAT e Zastava Automobiles. Dal 2012 la società è proprietaria del complesso di piste prova costruito da Fiat noto come Pista di Nardò in Italia.

## Prodotti notevoli non marchiati Porsche
- Sospensione a barra di torsione sviluppata da Porsche, brevettata nel 1931
- Lada Niva sviluppato con l'aiuto di Porsche[2]
- Lada Samara fu in parte sviluppata da Porsche[3] nel 1984
- Motore SEAT Ibiza nel 1984[4]
- Harley-Davidson Revolution motore bicilindrico a V di 60 gradi raffreddato ad acqua e cambio usato nella loro motocicletta V-Rod
- Audi RS2 1993
- C88 un prototipo di auto familiare progettata nel 1994 da Porsche per il governo cinese
- Opel Zafira completa lo sviluppo del veicolo con conseguente Zafira A lanciata nel 1998[5]
- Scania PRT di seconda generazione - PE ha progettato per Scania una cabina completamente nuova per il suo PRT, insieme ad altre parti.